# HD161480
HD161480 — хімічно пекулярна зоря спектрального класу
B6 й має видиму зоряну величину в смузі V приблизно  7,7.

## Пекулярний хімічний склад
HD161480 належить до Хімічно пекулярних зір з пониженим вмістом гелію 
й в її  зоряній атмосфері спостерігається нестача He у порівнянні з його вмістом в атмосфері Сонця.